# Troglohyphantes liburnicus
Troglohyphantes liburnicus är en spindelart som beskrevs av Lodovico di Caporiacco 1927. Troglohyphantes liburnicus ingår i släktet Troglohyphantes och familjen täckvävarspindlar. Inga underarter finns listade i Catalogue of Life.